# Joan Gimeno
|  | Per a altres significats, vegeu «Joan Gimeno (artista)». |

Joan Gimeno (Barcelona, 20 de maig de 1913 – Barcelona, 5 de maig de 1998) va ser un ciclista català que fou professional entre 1934 i 1948. Les seves principals victòries foren el Campionat d'Espanya de ciclisme en ruta de 1945 i una etapa de la Volta a Espanya del mateix any.

## Palmarès
- 1939
  - Vencedor d'una etapa de la Volta al Marroc
- 1940
  - Vencedor d'una etapa del Circuit del Nord
- 1941
  - Vencedor d'una etapa del Circuit del Nord
- 1942
  - 1r al Gran Premi de la Victòria i vencedor de 3 etapes
- 1943
  - Vencedor d'una etapa al Gran Premi de la Victòria
- 1945
  -  Campió d'Espanya de ciclisme en ruta
  - Vencedor d'una etapa de la Volta a Espanya
  - Vencedor d'una etapa de la Volta a Catalunya

### Resultats a la Volta a Espanya
- 1935. 13è de la classificació general
- 1941. Abandona
- 1942. 4t de la classificació general
- 1945. 3r de la classificació generla. Vencedor d'una etapa
- 1948. 13è de la classificació general

### Resultats al Tour de França
- 1937. Abandona (9a etapa)